# 샬럿 처치
샬럿 처치(Charlotte Church, 1986년 2월 21일 ~ )는 웨일스의 싱어송라이터, 배우, 사회자이다.